# Hunzikeria steyermarkiana
Hunzikeria steyermarkiana är en potatisväxtart som beskrevs av W.G. D'arcy. Hunzikeria steyermarkiana ingår i släktet Hunzikeria och familjen potatisväxter. Inga underarter finns listade i Catalogue of Life.